# Bürgermeisterei Altenkirchen
Die Bürgermeisterei Altenkirchen war eine der neun preußischen Bürgermeistereien, in welche sich der 1816 gebildete Kreis Altenkirchen im Regierungsbezirk Coblenz verwaltungsmäßig gliederte. Zur Bürgermeisterei gehörten 35 Gemeinden, in denen 1817 insgesamt 3.589 Einwohner lebten. Die Bürgermeisterei wurde 1927 in Amt Altenkirchen umbenannt, das bis 1968 bestand.

## Gemeinden und Ortschaften
Nach Statistiken aus den Jahren 1817, 1843 und 1861 gehörten die folgenden Gemeinden und Ortschaften zur Bürgermeisterei Altenkirchen, die Gliederung entspricht der vorherigen territorialen bzw. verwaltungsmäßigen Zuordnung, die Schreibweise wurde auf die heutige Form angepasst:
Ursprünglich zum Kirchspiel Almersbach in der Grafschaft Sayn-Altenkirchen gehörend
- Almersbach; Kirchdorf mit einem Eisenhammer
- Amteroth (heute Ortsteil von Gieleroth)
- Fluterschen
- Gieleroth
- Herpteroth (heute Ortsteil von Gieleroth)
- Oberwambach
- Stürzelbach mit den Weilern Mahlert und Trinhausen sowie dem Breibacher und dem Fürstenberger Hof

Ursprünglich zum Kirchspiel Altenkirchen in der Grafschaft Sayn-Altenkirchen gehörend
- Altenkirchen, Stadt
- Bachenberg
- Busenhausen mit dem vorderen und dem hinteren Beul
- Dieperzen mit dem Honnerother Hof (heute Stadtteil von Altenkirchen)
- Eichelhardt mit einem Zollhaus H
- Flögert mit einer Mühle (heute Ortsteil von Helmeroth) H
- Hacksen (heute Ortsteil von Obererbach) H
- Helmenzen
- Helmeroth mit dem Weiler Langenbach (Langenbach heute Ortsteil von Bruchertseifen)  H
- Heupelzen
- Hilgenroth, Kirchdorf H
- Hüttenhofen (heute Ortsteil von Mammelzen)
- Idelberg H
- Isert H
- Kettenhausen
- Leuzbach mit dem Weiler Bergenhausen (heute Stadtteil von Altenkirchen)
- Mammelzen
- Michelbach
- Niedererbach mit dem Gut Koberstein und der Kobersteiner Mühle (heute Ortsteile von Obererbach (Westerwald))
- Niederingelbach (heute Ortsteil von Ingelbach)
- Obererbach H
- Oberingelbach mit einer Mühle (heute Ortsteil von Ingelbach)
- Ölsen H
- Racksen mit den Weilern Hofacker und Nassen (Hofacker heute Ortsteil von Bruchertseifen) H
- Reuffelbach (heute Ortsteil von Mammelzen)
- Sörth
- Volkerzen H
- Widderstein (heute Ortsteil von Michelbach)

## Geschichte
Die von der Bürgermeisterei Altenkirchen verwalteten Ortschaften gehörten bis 1791 ausnahmslos zur Grafschaft Sayn-Altenkirchen. Die beiden Kirchspiele, die neben ihrer Eigenschaft als „seelsorgerische Einheit“ auch die kleinsten weltlichen Verwaltungseinheiten in der Grafschaft bildeten und die niedere Gerichtsbarkeit ausübten, gehörten bereits seit dem späten Mittelalter zum saynischen Amt Altenkirchen. Die benachbarten Bürgermeistereien Flammersfeld und Weyerbusch waren dagegen aus unterschiedlichen Herrschaftsbereichen hervorgegangen. Kirchlich gehörte die Grafschaft, deren Kirchspiele und die Einwohner seit Anfang des 17. Jahrhunderts der Reformierten Konfession an, später wurde daneben die Lutherische Lehre wieder erlaubt.
Sayn-Altenkirchen und damit das Gebiet der späteren Bürgermeisterei Altenkirchen kam 1791 im Erbgang unter preußische Herrschaft und wurde 1803 im Reichsdeputationshauptschluss dem Fürstentum Nassau-Usingen zugesprochen, das 1806 im Herzogtum Nassau aufging. Das Territorium Sayn-Altenkirchen wurde 1815 auf dem Wiener Kongress sowie aufgrund eines zwischen Nassau und Preußen abgeschlossenen Vertrages dem Königreich Preußen zugeordnet.
Unter der preußischen Verwaltung wurde 1816 der Kreis Altenkirchen im Regierungsbezirk Coblenz neu geschaffen, der sich in neun Bürgermeistereien gliederte. Die Bürgermeisterei Altenkirchen wurde, so wie alle Bürgermeistereien in der Rheinprovinz, 1927 in „Amt Altenkirchen“ umbenannt. Aus diesem entstand im Rahmen der rheinland-pfälzischen Verwaltungs- und Gebietsreform 1968 die heutige Verbandsgemeinde Altenkirchen.

## Bürgermeister
Die Bürgermeister, ab 1927 Amtsbürgermeister, von Altenkirchen waren:
| 1820–1836 | Caspar Nörresberg                    |
| um 1848   | Kedesdy                              |
| 1858–1885 | Lietzmann                            |
| 1886–1902 | Weber                                |
| 1902–1919 | Schmidt                              |
| 1920–1945 | Ludwig Blank                         |
| 1946      | Nolden und Schneider (kommissarisch) |
| 1947–1950 | Christian Rörig                      |
| 1950–1968 | Emil Haas                            |